# SN 2003dw
SN 2003dw – supernowa typu Ia odkryta 26 kwietnia 2003 roku w galaktyce M+10-24-51. W momencie odkrycia miała maksymalną jasność 16,70m.